# 大同黄花
大同黄花，是指中华人民共和国山西省大同市的一个土特产黄花菜（金针菜）。

## 特点
大同是山西省黄花的主要产区之一，当地的主产区在大同南郊、广灵、阳高等地，自明朝即有种植历史。1975年，山西省人民政府确定大同县为全省的黄花基地县。大同黄花的优点，以颜色鲜黄、干净无霉为主，是山西省外贸骨干出口商品之一。当地也有“黄花之乡”的盛名。2004年7月5日，大同县黄花菜合作协会申请了“大同黄花”的注册商标，并于2005年底完成申请。2020年5月11日下午，中共中央总书记习近平抵达大同市云州区，考察当地有机黄花标准化种植基地。对当地开展产业扶贫、就业扶贫，巩固脱贫攻坚成果的做法给予肯定。2020年7月底，大同黄花入选2020年地理标志运用促进工程项目。